# Connor Howe
Connor Howe (Canmore, 10 giugno 2000) è un pattinatore di velocità su ghiaccio canadese.

## Biografia
Ha esordito ai campionati mondiali junior nel 2017, vincendo l'argento nello sprint a squadre con Tyson Langelaar e David La Rue. Ai mondiali junior del 2018 e del 2019 non riuscì a salire sul podio.
Ai mondiali su distanza singola di Heerenveen 2021 ha vinto la medaglia d'argento nell'inseguimento a squadre, con Jordan Belchos, Ted-Jan Bloemen.
Ha rappresentato il Canada ai Giochi olimpici invernali di Pechino 2022, classificandosi 12º nei 1000 m e 5º nei Pattinaggio di velocità ai XXIV Giochi olimpici invernali - 1500 m maschile e nell'inseguimento a squadre, con Jordan Belchos, Ted-Jan Bloemen e Tyson Langelaar, dove ha disputato i quarti e la semifinale.

## Palmarès

### Mondiali distanza singola
- 3 medaglie:
  - 2 argenti (inseguimento a squadre a Heerenveen 2021; inseguimento a squadre a Heerenveen 2023)
  - 1 bronzo (sprint a squadre a Calgary 2024)